# أن سي بوك
أن سي بوك مواليد 29 أكتوبر 1946 في كوريا الشمالية، هو لاعب كرة قدم كوري شمالي كان يلعب في مركز الوسط. مثّل منتخب كوريا الشمالية لكرة القدم. سبق له أن لعب في كأس العالم لكرة القدم مع منتخب بلاده في مونديال عام 1966م.

## روابط خارجية
- أن سي بوك على موقع الاتحاد الدولي (مؤرشف)  (الإنجليزية)
- أن سي بوك على موقع قاعدة بيانات كرة القدم.إي يو (الإنجليزية)
- أن سي بوك على موقع Soccerway.com (الإنجليزية)